# Борисов, Вадим Вадимович
Вади́м Вади́мович Бори́сов (род. 30 апреля 1955, Москва) — советский и российский теннисист, теннисный тренер, заслуженный мастер спорта СССР (1985). Неоднократный чемпион СССР в мужском и смешанном парном разряде, шестикратный чемпион Европы среди любителей в разных разрядах (в 1980 году — абсолютный чемпион). Капитан сборной России в Кубке Дэвиса, впервые выведший её в финал этого турнира.

## Игровая карьера
Вадим Борисов — сын одной из ведущих советских теннисисток своего времени Клавдии Борисовой — родился в 1955 году. В теннис играл с шести лет. Тренер ― С. П. Мирза. С 1974 года вошёл в число десяти лучших теннисистов СССР, где оставался 11 лет подряд. В 1976 году был впервые приглашён в сборную СССР на матч Кубка Дэвиса с командой Монако, где принёс команде два очка. В том же году выступил на Уимблдоне, пройдя квалификационный отбор и проиграв в первом круге сопернику из Японии, однако в дальнейшем мало выступал в профессиональных турнирах, за исключением Кубка Дэвиса.
Основные достижения Борисова приходятся на любительские турниры. Он шесть раз выигрывал чемпионат Европы среди любителей в разных разрядах, став в том числе абсолютным чемпионом Европы в 1980 году (победил в одиночном, мужском и смешанном парном разрядах). Борисов представлял СССР на трёх теннисных турнирах Универсиад: на Универсиаде 1977 года в Софии он стал бронзовым призёром в одиночном разряде, в 1979 году в Мехико принёс советской сборной две золотых медали — в одиночном разряде и мужских парах, а спустя ещё два года в Бухаресте завоевал «серебро» в одиночном разряде и «бронзу» в паре с Сергеем Леонюком.
Высшими достижениями Борисова в индивидуальных профессиональных турнирах являются выход в 1980 году в финал турнира Гран-при в Софии в одиночном разряде (проиграл шведу Перу Хьертквисту) и в паре с немцем Томасом Эммрихом, а также победа в «челленджере» в Травемюнде (ГДР) в 1984 году. С 1979 по 1984 год Борисов постоянно был членом сборной СССР в Кубке Дэвиса и дважды (в 1981 и 1984 годах) помог ей выиграть Европейскую зону. Среди его результатов в Кубке Дэвиса — победа в феврале 1980 года над Янником Ноа, который к тому моменту входил в число 30 лучших теннисистов мира.
В чемпионатах СССР Борисов дважды побеждал в миксте (1980, 1981, оба раза с Еленой Елисеенко) и один раз в мужском парном разряде (1984, с Константином Пугаевым). Хотя Борисов трижды возглавлял список сильнейших теннисистов СССР (в 1979, 1980 и 1983 годах), чемпионом СССР в одиночном разряде ему стать не удалось и его лучшим результатом остался выход в финал в 1977 году, где он проиграл Владимиру Короткову.

### Стиль игры
Николай Озеров называл сильными сторонами игры Борисова удар слева и кручёную свечу. Озеров отмечал быстроту и изобретательность Борисова и умение играть по всему корту.
Шамиль Тарпищев называет Борисова королём «коротких диалогов» и «скоротечных перестрелок», отмечая одновременно его стратегическую слабость. Тарпищев отмечает неготовность Борисова как игрока к монотонной и рутинной работе, а также к объективной оценке своих сил, приводя в пример «сухое» поражение от Бьорна Борга в матче лиги World Team Tennis, на который он сам упросил тренера его выпустить, будучи уверен в победе.

## Тренерская карьера
После окончания активных выступлений Вадим Борисов работает тренером. Заняв в 1993 году пост капитана сборной России, на следующий год он вывел её в первый в её истории финал Кубка Дэвиса. После поражения в финале от шведов ему, однако, не позволили продолжать работу со сборной, в которой его на посту капитана сменил тренер Евгения Кафельникова Анатолий Лепёшин. Позднее Борисов переехал в Германию, чтобы работать тренером в одном из теннисных клубов Гамбурга. Среди других мест работы Борисова — теннисная школа Черкасова. Сейчас он работает в Москве.